# Riserva naturale guidata Gole di San Venanzio
La riserva naturale guidata Gole di San Venanzio è un'area naturale protetta situata nel comune di Raiano, in provincia dell'Aquila, istituita con legge regionale Abruzzo n. 84 del 1998, su un'estensione di 1072 ha.

## Descrizione

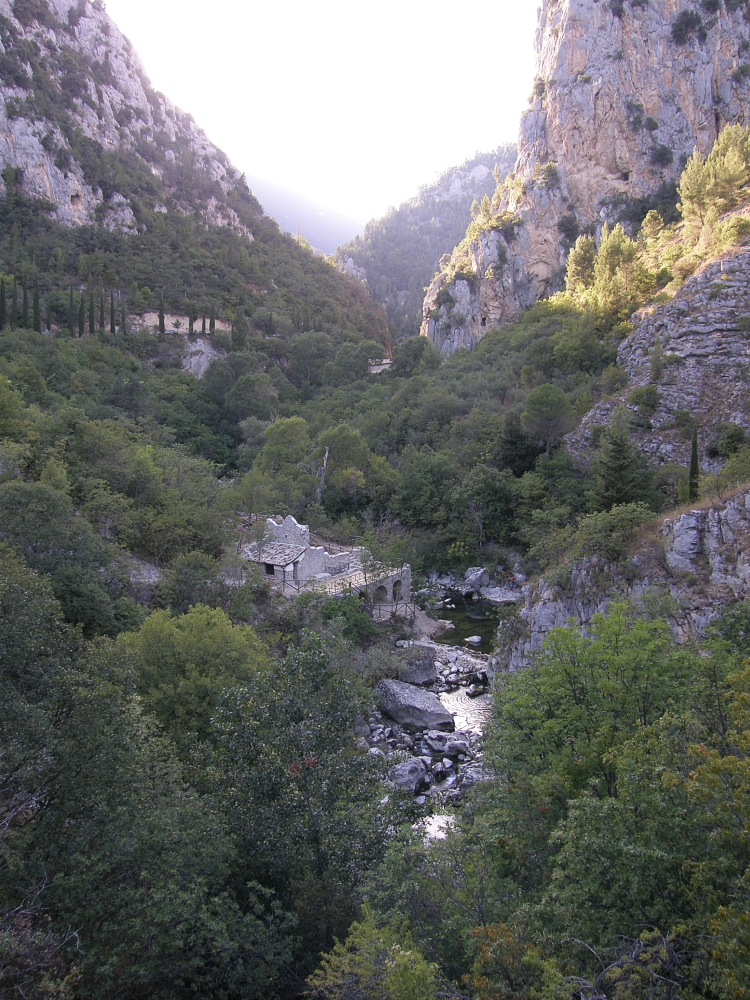
Gole di San Venanzio

La riserva coincide in larga parte con l'omonimo sito di interesse comunitario e costituisce un corridoio ecologico di primaria importanza tra il parco nazionale della Maiella e il parco naturale regionale Sirente-Velino, ospitando un ricco ed importante patrimonio di biodiversità. L'uscita del fiume Aterno dalle gole, contraddistinta dalla presenza dell'eremo di San Venanzio, segna il passaggio alla fertile e verdeggiante pianura alluvionale, caratterizzata da terreni coltivati e da zone boscose di natura ripariale.

### Punti di interesse

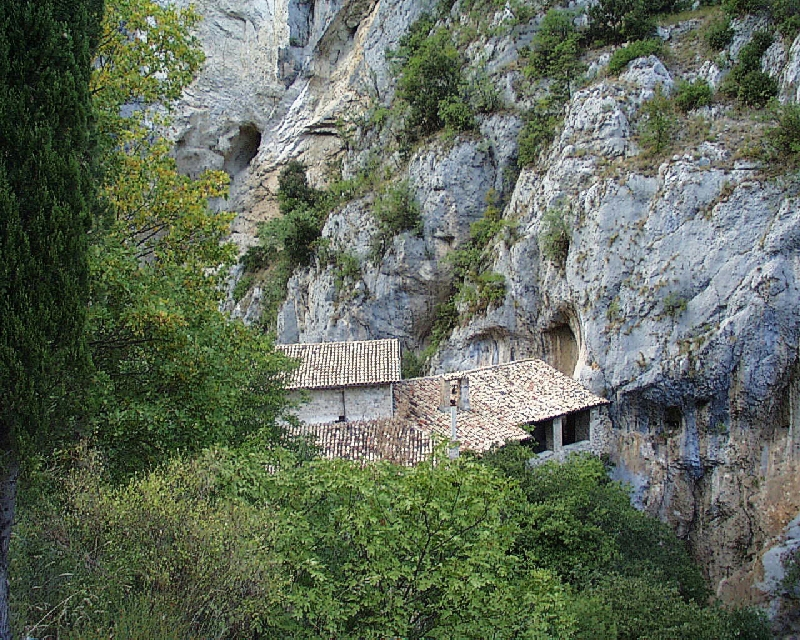
Eremo di San Venanzio

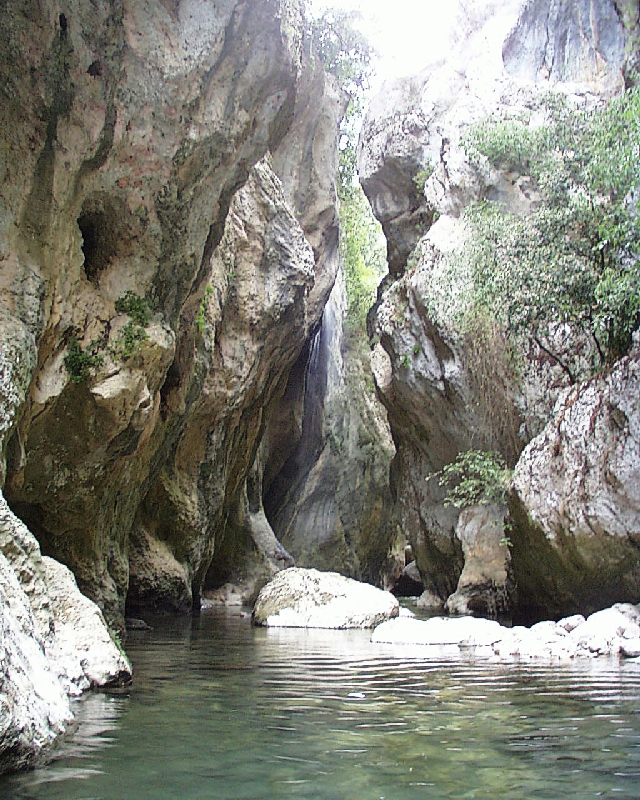
Il fiume Aterno tra le gole

La riserva è visitabile con una rete di sentieri, che percorre tutti i punti di interesse. Oltre il centro storico del comune di Raiano e le varie sorgenti sparse, la denominazione degli altri punti di interesse sono:
- Lago di Quaglia;
- Chiesa dell'Assunta;
- Lapide di Umberto Postiglione;
- Rava tagliata;
- Graffiti preistorici;
- Le Spogne;
- La Sella;
- Monte Urano;
- Il Castellone;
- La civita;
- Santuario di San Venanzio;
- Sorgente La Solfa;

### Eremo medievale di San Venanzio
L'eremo di San Venanzio è un eremo che si trova lungo il fiume Aterno, a 501 m s.l.m. nel comune di Raiano, all'interno della riserva naturale guidata Gole di San Venanzio.

## Ambiente

### Flora
Il paesaggio vegetale comprende aspetti di elevato valore floristico e fitogeografico. Le formazioni sono costituite da boschi, macchia ed arbusteti, pascoli e garighe, vegetazione ripariale e vegetazione rupestre.

### Fauna
La profonda e stretta gola del fiume Aterno rappresenta un ambiente perfettamente conservato, dove pareti calcaree a strapiombo costituiscono l'habitat ideale per l'aquila reale, il falco lanario, il falco pellegrino e il gracchio corallino.